# کاناگاپورام
کاناگاپورام (به لاتین: Kanagapuram) یک منطقهٔ مسکونی در سری‌لانکا است که در ناحیه کیلینوچی واقع شده‌است. کاناگاپورام ۲۱٬۵۰۰ نفر جمعیت دارد.